# Basebollkort

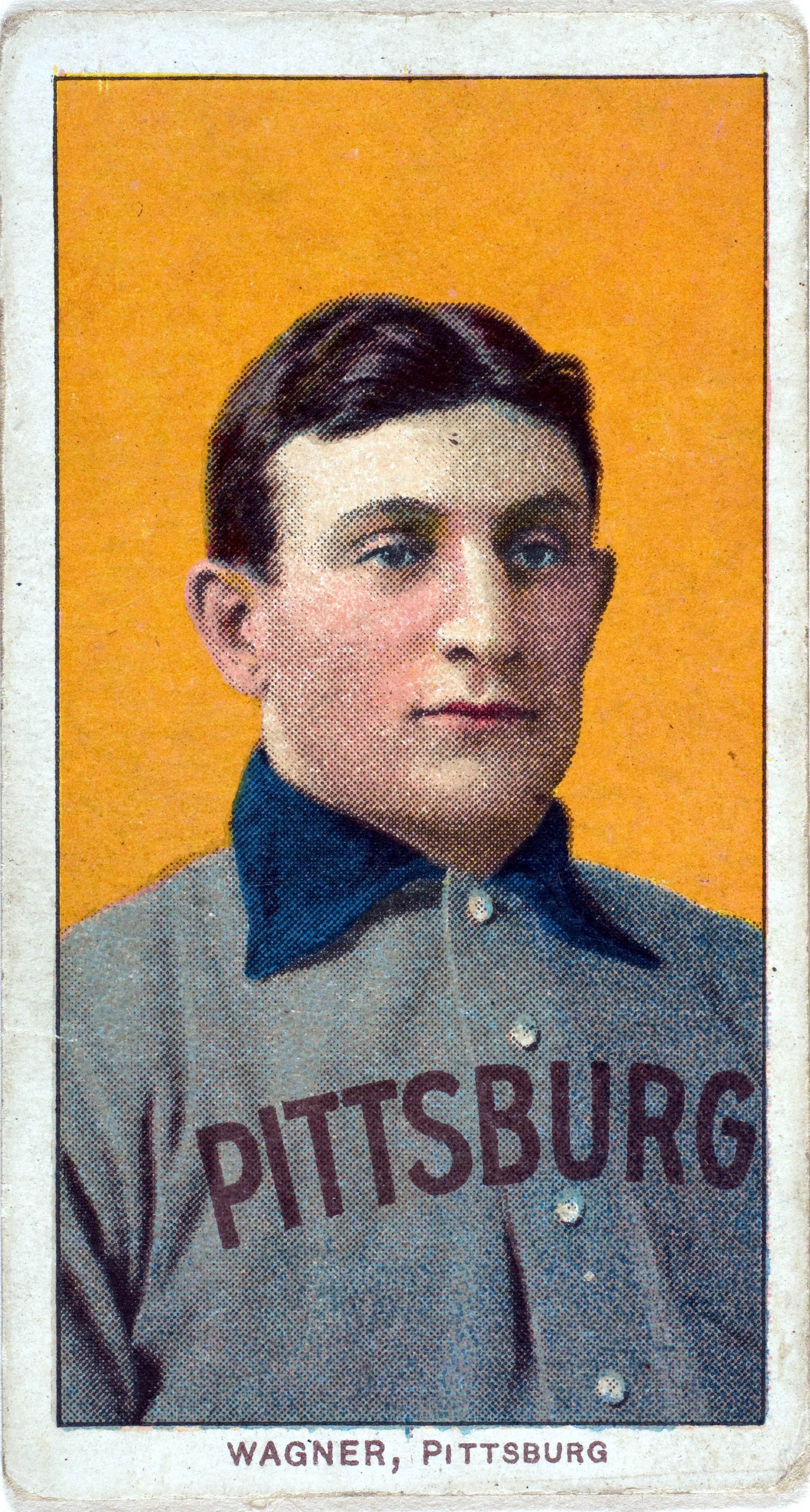
Basebollkort ur serien T206 föreställande Honus Wagner, ett av världens mest värdefulla basebollkort.

Basebollkort är en typ av samlarbilder som finns sedan slutet av 1800-talet och innehåller bilder på basebollrelaterade ämnen, ofta spelare.
Korten är populära i länder som USA, Kanada, Kuba och Japan, där baseboll är en populär sport och det finns professionella ligor. Det högsta pris som betalats för ett basebollkort var 12,6 miljoner dollar, vilket ett kort från 1952 föreställande Mickey Mantle såldes för i augusti 2022.
Förr följde korten ofta med cigarettpaket, som cigarettkort.

## Produktion
Basebollkort producerades först i USA, men då intresset för baseboll spreds till andra länder gjorde även basebollkorten det. De dök upp i Japan 1898, i Kuba 1909 och i Kanada 1912.